# Magic Circle Music
La Magic Circle Music è un'etichetta discografica metal fondata dal bassista dei Manowar Joey DeMaio nel 2003.

## Artisti
- Bludgeon
- David Shankle Group
- David Feinstein
- Guardians of the Flame
- HolyHell
- Manowar
- Metal Force